# گروگول
گروگول (اندونزیایی: Grogol) شهری در جاکارتا کشور اندونزی است. جمعیت این شهر بر اساس سرشماری سال ۱۹۹۰ میلادی، ۶۳٫۹۰۲ نفر و بر اساس سرشماری سال ۲۰۰۰ میلادی، ۸۷٫۴۱۸ بوده که در سال ۲۰۰۷ میلادی به ۱۰۶٫۳۳۳ نفر افزایش یافته است.